# Почесний член Гуманного товариства
«Почесний член Гуманного товариства» (англ. A Distinguished Member of the Humane Society) — картина в анімалістичному жанрі, котру створив британський художник Едвін Генрі Лендсір 1831 року.

## Дещо про художника

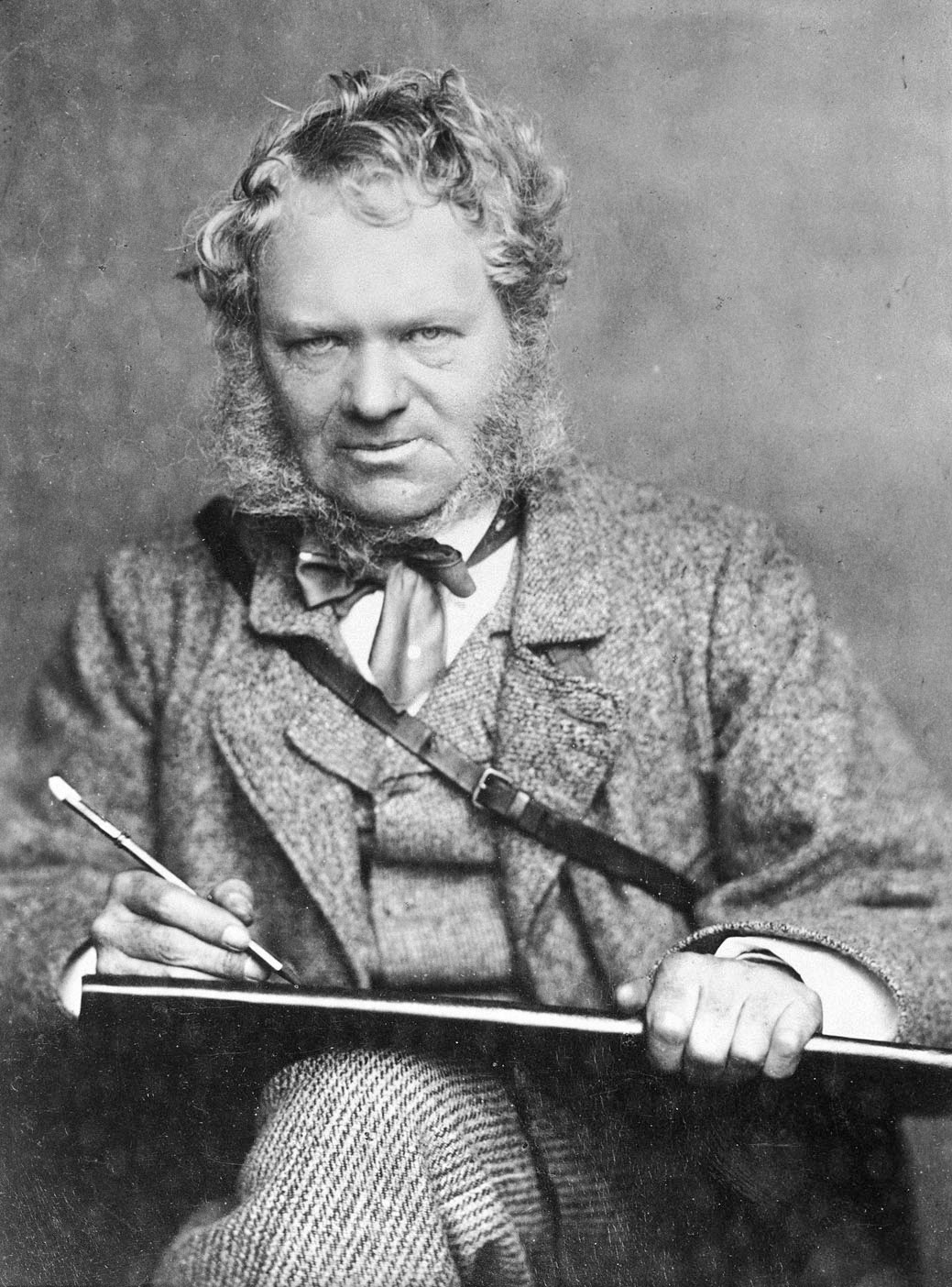
Едвін Лендсір в останні роки життя (фото 1870 р.)

Едвін Лендсір походив з простої родини, його батько був гравером. У хлопця рано виявились художні здібності і його вважали вундеркіндом. У підлітковому віці ним опікувався художник Бенджамін Роберт Хейдон. У віці 13 років твори художника-початківця вперше взяли на виставку в Королівську академію мистецтв. Роберт Хейдон практично і навернув юнака на розробку анімалістичного жанру.
Молодість Едвіна Лендсіра припала на роки помірного британського романтизму і безумовного панування в Британії аристократичної культури. Визнання художника королівським двором і аристократією було вищим визнанням. Едвін Лендсір, що добре укладався у вимоги добротного і сентиментального мистецтва британських аристократів, отримав прижиттєве визнання. Визнав художника і королівський двір. Королева Вікторія замовила Лендсіру зображення власних домашніх тварин. Згодом прийшли замови на портрети єгерів і обслуги з тваринами. За рік до одруження з принцом Альбертом королева замовила власний портрет, призначений у подарунок нареченому.
Але популярність художника перетнула і вузькі суспільні кордони чи кордони аристократичного мистецтва. Цьому сприяли як безумовна обдарованість художника, його здатність привнести у сентиментальні (іноді штучні) картини і ситуації справжні почуття, гра художника на почуттях пересічного натовпу, котрий оголосив окремих тварин благородними і гідними уваги і приязні. Серед цих тварин — олені, коні, коти, вівці, собаки, котрих подавали як безумовних друзів і помічників людини. Реальність була іншою, жорстокою і несентиментальною. Але траплялись і винятки. Таким винятком і стала картина «Почесний член Гуманного товариства».

## Опис картини і біографія собаки Боба
Картина художника надзвичайно проста за композицією. Поважний собака лежить на набережній біля моря. У картині є всі ознаки «портрета» конкретного собаки. Незвичною була доля тварини.
Собаку знайшли на березі моря після чергової катастрофи на морі. Собаку прозвали Бобом. Пес наче був прив'язаний до узбережжя через пережиту катастрофу. Він отримав славу рятувальника людей, бо рятував потерпілих на морі впродовж чотирнадцяти (14) років. Відомо, що він врятував життя 23 людей.

## Королівське (державне) Гуманне товариство
Ще 1773 року лондонський лікар Вільям Хоуз (1736—1808) розпочав практикувати повернення (реанімацію) до життя осіб, що були утоплениками за умов, що перебування у воді не було тривало довгим. Зусилля лікаря були підтримані його колегою Томасом Коганом, що зацікавився теж цією проблемою. Коган під час свого перебування у місті Амстердам познайомився із існуванням Товариства рятувальників потерплих на воді як під час купання, так і взимку, що провалювались під лід під час катання на ковзанах. Товариство потерплих на воді у Амстердамі заснували ще 1767 року.
Влітку 1774 року лікар Коган ініціював зустріч п'ятнадцяти своїх прихильників в одному лондонському кафе, де було засноване Гуманне товариство рятівників на водах. Згодом воно стане Королівським (державним) Гуманним товариством, котре матиме низку власних філій, переважно у Лондоні та у портових містах Британії.
Вдячність до собаки Боба була такою, що його голосили почесним членом Королівського Гуманного товариства і нагородили того пайком. 1831 року Боб позував художнику Едвіну Лендсіру. Взагалі Боб належав до ньюфаундлендів. На честь художника цю породу почали називати в Британії лендсірами.

## Побутування картини
- 1887 року картину придбали до галереї Тейт, Лондон[4].
- Під час повені 1928 року картини була пошкоджена. Її передали на реставрацію.
- У період 2002—2005 років картину передали на експонування у Музей мистецтв Філадельфії, США.
- 2009 року картина була перевезена у Лондон і була експонована на виставці британського Товариства кінологів «Kennel Club[5]».